# Folignano
Folignano es una localidad y comune italiana de la provincia de Ascoli Piceno, región de las Marcas,ubicado aproximadamente a 90 kilómetros al sur de Ancona y a unos 6 kilómetros al sureste de Ascoli Piceno (localidad). 
Según datos del censo del 2004 tenía una población de 9546 habitantes.

## Evolución demográfica
| Gráfica de evolución demográfica de Folignano entre 1861 y 2001 |
|                                                                 |
| Fuente ISTAT - elaboración gráfica de Wikipedia                 |